# Список потерь Ми-8 и его модификаций (1995 год)
Список потерянных Ми-8 всех модификаций (включая Ми-9, -14, -17, -18, -19, -171 и -172) составлен по данным из открытых источников и учитывает только авиационные происшествия или воздействие внешних сил, приведшие к утрате вертолёта или его списанию вследствие полученных повреждений.
Список не полный и не окончательный.

## Список аварий и катастроф
Зелёным цветом выделены потери при применении в вооружённых конфликтах, в том числе в контртеррористических операциях.
| № п/п | Дата     | Модификация / Бортовой номер | Место                                                        | Жертвы / На борту | Краткое описание |
| ----- | -------- | ---------------------------- | ------------------------------------------------------------ | ----------------- | --- |
| 1     | 5 янв.   | Ми-8МТВ н. д.                | Чечня, район Кагалинской плотины                             | 4/4               | Вертолёт ВВ МВД России. При выходе из атаки наземной цели был сбит выстрелом из РПГ, взорвался и, упав на землю, сгорел. Экипаж погиб. |
| 2     | 22 февр. | Ми-8Т RA-22773               | ЯНАО, близ Мыс-Каменного                                     | 0/4               | При заходе на посадку «по приборам» в условиях неблагоприятных метеоусловий (низкая облачность) экипаж допустил падение вертолёта на лёд Обской губы, машина полностью разрушилась. Авария произошла из-за совокупности многочисленных нарушений как экипажа, так и Управления воздушным движением аэропорта Мыс-Каменный. |
| 3     | 18 марта | Ми-8Т RA-24513               | Чукотский АО, Анадырь                                        | 0/3               | При взлёте из-за попадания льда в двигатели произошло их отключение. При аварийной посадке машина получила значительные повреждения. |
| 4     | 4 апр.   | Ми-8Т EK-22620               | Кафан                                                        | 0/21              | После взлёта на высоте 5 м вертолёт начал плавно разворачиваться влево с постепенным ускорением и смещением назад. На упреждающие действия экипажа машина не реагировала и продолжала перемещаться назад и влево. На удалении 95 м по курсу и левее 32 м от места взлёта вертолёт столкнулся с аэродромными постройками и получил значительные повреждения. Травмирован один из пассажиров.                                       |
| 5     | 4 мая    | Ми-8Т RA-25216               | ХМАО, близ Мегиона                                           | 0/17              | Вскоре после взлёта вертолёт попал в условия обледенения, лёд попал в двигатели, чем вызвал их последовательную остановку. Экипаж предпринял аварийную посадку в режиме авторотации с высоты 140 м. Машина приземлилась в болотистую местность и опрокинулась, экипаж и пассажиры получили незначительные травмы. |
| 6     | 11 июня  | Ми-8МТ н. д.                 | Чечня, 6 км северо-восточнее села Шатой                      | 3/3               | Вертолёт 325-го овп. При заходе на посадку был поражён огнём с земли, упал на склон ущелья и сгорел. Все находившиеся на борту погибли. |
| 7     | 1 авг.   | Ми-8 UR-24609                | Полтавская область, близ Кременчуга                          | 1/6               | Экипаж и курсанты Кременчугского лётного колледжа выполняли учебно-тренировочный полёт. В процессе осмотра посадочной площадки для посадки с подбором на высоте 40-50 м и на скорости 60 км/ч, в момент ухода на второй круг, произошёл помпаж левого двигателя. Вертолёт грубо приземлился, опрокинулся и полностью сгорел. Находившиеся на борту получили ожоги различной степени, от полученных ожогов один курсант скончался. |
| 8     | 8 авг.   | Ми-171 RA-32894              | Республика Бурятия, близ Каменска                            | 1/3               | Экипаж вертолёта выполнял транспортный полёт. Сразу после взлёта, набрав высоту около 40 м, машина перешла в снижение и столкнулась с землёй. Погиб бортовой техник. 2 члена экипажа, а также человек на земле ранены. Причиной катастрофы названа ошибка пилота. |
| 9     | 16 авг.  | Ми-8Т RA-25331               | Иркутская область, Киренск                                   | 0/14              | Из-за некачественного топлива произошло отключение двигателей через полторы минуты после взлёта. При выполнении аварийной посадки машина получила значительные повреждения, экипаж и пассажиры не пострадали. |
| 10    | 25 авг.  | Ми-8Т RA-24424               | Иркутская область, Усть-Илимский район, верховья реки Ёдарма | 0/17              | При взлёте попал в сдвиг ветра и упал в заболоченную местность. Машина получила значительные повреждения, экипаж и пассажиры не пострадали. |
| 11    | 24 сент. | Ми-8Т RA-24553               | Таймырский АО, Стерлигово                                    | 15/15             | Ошибка экипажа. При заходе на посадку на неосвещённую площадку при неблагоприятных метеоусловиях вертолёт столкнулся с поверхностью моря в 15 м от береговой черты и затонул на глубине 6 м. |
| 12    | 27 сент. | Ми-8МТ н. д.                 | Чечня, Ханкала                                               | 1/н. д.           | При заходе на посадку поражён огнём с земли. Пули перебили тросовую проводку управления рулевым винтом, после чего машина перешла в неконтролируемое вращение, упала на землю и загорелась. Почти всем находившимся на борту удалось выбраться, но прапорщик С. А. Стельмах получил при эвакуации раненых смертельные ожоги. |
| 13    | 4 окт.   | Ми-8МТВ-1 EX-25179           | ущелье Барскаун, близ Тамги                                  | 15/15             | Экипаж выполнял полёт в горной местности в сложных метеоусловиях. Из-за отклонения от маршрута полёта вертолёт столкнулся со склоном горы, разрушился и сгорел. Погибли 3 члена экипажа и 12 пассажиров (9 граждан Канады, 2 гражданина Великобритании, 1 гражданин Турции). |
| 14    | 8 окт.   | Ми-8Т UN-24153               | близ Алма-Аты                                                | 1/18              | Экипаж выполнял экскурсионный полёт с туристами (из них 7 человек — граждане ФРГ). При попытке выполнить незапланированную заданием посадку в горной местности на высоте около 3300 м вертолёт столкнулся лопастями рулевого винта со склоном горы, получил разрушения и сгорел. КВС погиб, остальные члены экипажа и пассажиры получили травмы различной степени тяжести.                                                        |
| 15    | 3 дек.   | Ми-8АМТ RA-25518             | близ Порт-Морсби                                             | 0/3               | Вертолёт эксплуатировался в Папуа-Новой Гвинее незаконно без разрешения российского управления воздушным транспортом, члены экипажа не имели допуск к полётам на данном типе воздушного судна. При заходе на посадку при неблагоприятных метеоусловиях грубо приземлился на площадку, опрокинулся на правый борт и разрушился. Бортмеханик получил тяжелую травму. Обстоятельства аварии остались невыясненными.                  |
| 16    | 9 дек.   | Ми-8 RA-24293                | Таймырский АО, Волочанка                                     | 2/24              | В процессе взлёта ночью экипаж потерял пространственную ориентацию в условия поднятого винтами вертолёта снежного вихря. Машина начала неконтролируемое перемещение в сторону от вертолётной площадки, задела лопастями несущего винта цистерну с ГСМ и упала на землю. Два пассажира погибли, 11 пассажиров и 2 члена экипажа получили травмы различной степени тяжести.                                                         |
| 17    | 17 дек.  | Ми-8Т RA-24276               | Карелия, Ладожское озеро                                     | 2/3               | Во время полёта при неблагоприятных метеоусловиях экипаж допустил падение вертолёта на лёд Ладожского озера. Проломив лёд, вертолёт затонул на глубине 30 м в 100 м от берега. Погибли КВС и бортмеханик. Второй пилот покинул борт в момент его погружения. |